# Priest
Priest er en amerikansk overnaturlig actionfilm fra 2011 med Paul Bettany i hovedrollen.. Filmen, er instrueret af Scott Stewart, og er baseret på den koreanske tegneserie af samme navn. I en alternativ verden, har menneskeheden og vampyrer kæmpet krige i århundreder. Efter den sidste Vampyrkrig, bor veterankæmperen Priest (Bettany) i ubemærkethed med andre mennesker inde i en af Kirkens muromkransede byer. Da Priests niece (Lily Collins) bliver kidnappet af vampyrer, bryder præsten sine løfter for at jage dem ned. Han er ledsaget af niecens kæreste (Cam Gigandet), som er en ødemarksherif, og en tidligere krigerpræstinde (Maggie Q).
Filmen kom først i produktion i 2005, hvor Screen Gems købte manuskriptet af Cory Goodman. Filmen ændrede udgivelsesdatoer utallige gange gennem hele 2010 og 2011. Den blev især skubbet tilbage fra 2010 til 2011 for at konvertere filmen fra 2D til 3D. Den blev udgivet i USA og Canada på den 13. maj 2011.

## Handling
I århundreder har en krig eksisteret mellem mennesker og vampyrer. Denne konflikt har efterladt planetens overflade som en mørklagt ødemark, hvilket gør at man er ude af stand til at opretholde liv. Hele verden blev et teokrati under den katolske kirke, som har skabte befæstede byer og en elitegruppe af krigere for at beskytte menneskeheden mod vampyrer. Den elitegruppe blev døbt "Priests", mennesker velsignet af Gud, som var i stand til at dræbe vampyrer. Størstedelen af vampyrerne blev dræbt, mens resten blev placeret i reservater. Da krigen er forbi, frygter det religiøse lederskab, hvad de havde skabt, og opløser "Priests". Uden for byerne, lever mennesker fri fra den totalitære kontrol af Kirken.
En dag, bliver en ”Priest” kontaktet af Hicks, sheriffen i en nærliggende by, der hedder Augustine. Hicks fortæller ham, at hans bror Owen er, blevet dødeligt såret under et vampyr-angreb. Hans svigerinde og ex-kæreste Shannon er blevet dræbt, og ”Priest ”niece Lucy er blevet kidnappet. Hicks beder om ”Priest” assistance til at opspore Lucy.

## Medvirkende
- Paul Bettany som Priest
- Karl Urban som Black Hat
- Cam Gigandet som Hicks
- Maggie Q som Priestess
- Lily Collins som Lucy Pace
- Brad Dourif som Salesman
- Stephen Moyer som Owen Pace
- Christopher Plummer som Monsignor Orelas
- Alan Dale som Monsignor Chamberlain
- Mädchen Amick som Shannon Pace
- Jacob Hopkins som Boy
- Dave Florek som Crocker
- Joel Polinsky som Dr. Tomlin
- Josh Wingate som Familiar